# Geschwindigkeitskonstante
Die Geschwindigkeitskonstante {\textstyle k} ist in der chemischen Kinetik die Proportionalitätskonstante zwischen der Reaktionsgeschwindigkeit {\displaystyle r} einer chemischen Elementarreaktion und Potenzfunktionen der Konzentrationen der Edukte oder anderer Maße für die Eduktverfügbarkeit, wie Partialdrücke oder relative Bedeckungen von Katalysatoroberflächen. Sie ist, wie die Halbwertszeit, indirekt ein Maß für die Geschwindigkeit der betrachteten Elementarreaktionen. Nach der Theorie des Übergangszustandes hängt die Geschwindigkeitskonstante einer Elementarreaktion von deren freier Aktivierungsenthalpie ab, also der freien Enthalpie, die zur Erreichung des Übergangszustandes der Elementarreaktion aufzubringen ist. Die Abhängigkeit chemischer Elementarreaktionen von der Temperatur wird in Geschwindigkeitsgesetzen, die Reaktionsgeschwindigkeiten als Funktion der Zusammensetzung des Reaktionsgemisches beschreiben, durch die Geschwindigkeitskonstanten abgebildet.

## Messung von Geschwindigkeitskonstanten
Geschwindigkeitskonstanten werden üblicherweise aus Konzentrations-Zeit-Profilen der Reaktionen von Interesse bestimmt. Die so erhaltenen experimentellen Konzentrations-Zeit-Paare werden in linearisierte Formen bekannter Zeitgesetze eingesetzt, die die Zusammensetzung des Reaktionsgemisches als Funktion der Reaktionsdauer darstellen (siehe Kinetik (Chemie)#Reaktionen nullter bis dritter Ordnung). Sofern für die so berechneten Datenpunkte eine Ausgleichsgerade mit akzeptablem Bestimmtheitsmaß erstellt werden kann, lässt sich die Geschwindigkeitskonstante anhand des linearisierten Zeitgesetzes ermitteln. Sofern ein zu den experimentellen Daten passendes Zeitgesetz identifiziert wurde, ist in der Regel auch das zu dem betreffenden Zeitgesetz gehörige Geschwindigkeitsgesetz bekannt.

## Geschwindigkeitskonstanten und Gesamtreaktionen
Gesamtreaktionen, für die phänomenologische Konzentrations-Zeit-Profile beobachtbar sind, können mehrere konsekutiv oder parallel ablaufende Elementarreaktionen umfassen und damit komplexe Reaktionsmechanismen aufweisen. Beispiele hierfür sind Kettenreaktionen. Ebenso können makrokinetische Faktoren oder Adsorptions- und Desorptionsprozesse die Reaktionskinetik beeinflussen. Auch katalytische Reaktionen umfassen typischerweise mehrere elementare Teilschritte, wie etwa der Michaelis-Menten-Mechanismus im Bereich der Enzymkatalyse oder die Langmuir-Hinshelwood- und Eley-Rideal-Mechanismen im Bereich der heterogenen Katalyse. Hieraus resultieren typischerweise komplexe Geschwindigkeits- und Zeitgesetze, in denen mehrere Geschwindigkeitskonstanten aus einzelnen Elementarprozessen auftreten können.

## Reaktionen 1. und 2. Ordnung
Häufig sind experimentell erhaltene Daten zur Kinetik chemischer Reaktionen mit einfachen Geschwindigkeitsgesetzen kompatibel, in denen die Reaktionsgeschwindigkeit proportional zu Produkten von Potenzfunktionen der Edukt-Konzentrationen ist. In derartigen Fällen ist die Geschwindigkeitskonstante die Proportionalitätskonstante zwischen der Reaktionsgeschwindigkeit und den Produkten der Potenzfunktionen der Edukte. Die Potenz {\displaystyle z_{j}} der Konzentration von Edukt {\displaystyle Z_{j}} nennt man partielle Reaktionsordnung in Bezug auf {\displaystyle Z_{j}}. Die Summe der partiellen Reaktionsordnungen in Bezug auf die Ausgangsstoffe der betrachteten Reaktion ist die Gesamtreaktionsordnung {\displaystyle n}. Sind an einer Reaktion {\displaystyle N} Ausgangsstoffe {\displaystyle Z_{j}} mit den partiellen Reaktionsordnungen {\displaystyle z_{j}} beteiligt, erhält man:
{\displaystyle n=\sum _{j=1}^{N}z_{j}}
Die Einheit der Geschwindigkeitskonstante hängt von der Gesamt-Reaktionsordnung {\displaystyle n} ab. Werden die Konzentrationen der Edukte als volumenbezogene Stoffmengenkonzentrationen mit der SI-Einheit {\displaystyle \mathrm {mol/m^{3}} } angegeben, resultiert als SI-Einheit für {\displaystyle k} entsprechend:
{\displaystyle [k]=\mathrm {\left({\frac {m^{3}}{mol}}\right)^{n-1}\cdot {\frac {1}{s}}} }
Viele Reaktionen besitzen Gesamtreaktionsordnungen {\displaystyle n=1} oder {\displaystyle n=2}. Diese Reaktionen werden als Reaktionen 1. Ordnung und 2. Ordnung bezeichnet. In derartigen Fällen besteht die Gesamtreaktion oft aus einer einzigen Elementarreaktion, die häufig einen bimolekularen Stoß umfasst und eine Kinetik 2. Ordnung besitzt. In anderen Szenarien verläuft eine Elementarreaktion deutlich langsamer als die anderen Elementarreaktionen und dominiert die Gesamtkinetik als geschwindigkeitsbestimmender Schritt, etwa bei unimolekularen Zerfallsreaktionen, die 1. Ordnung sind.
Für eine Beispielreaktion {\textstyle \nu _{\mathrm {A} }\mathrm {A} +\nu _{\mathrm {B} }\mathrm {B} \rightarrow \nu _{\mathrm {C} }\mathrm {C} } mit {\displaystyle \nu _{\mathrm {A} }}, {\displaystyle \nu _{\mathrm {B} }} und {\displaystyle \nu _{\mathrm {C} }} als stöchiometrischen Koeffizienten sowie {\displaystyle c_{\mathrm {A} }}, {\displaystyle c_{\mathrm {B} }} und {\displaystyle c_{\mathrm {C} }} als volumenbezogenen Stoffmengenkonzentrationen der an der Beispielreaktion beteiligten Stoffe {\displaystyle \mathrm {A} }, {\displaystyle \mathrm {B} } und {\displaystyle \mathrm {C} }  wird die Reaktionsgeschwindigkeit:
{\displaystyle r={\frac {1}{\nu _{\mathrm {C} }}}{\frac {\mathrm {d} c_{\mathrm {C} }}{dt}}=k\cdot c_{\mathrm {A} }^{\mathrm {a} }\cdot c_{\mathrm {B} }^{\mathrm {b} },}
Hierbei sind {\displaystyle t} die vergangene Reaktionsdauer sowie {\displaystyle \mathrm {a} } und {\displaystyle \mathrm {b} } die partiellen Reaktionsordnungen in Bezug auf die Edukte {\displaystyle \mathrm {A} } und {\displaystyle \mathrm {B} }. Zu beachten ist, dass die partiellen Reaktionsordnungen {\displaystyle \mathrm {a} } und {\displaystyle \mathrm {b} } nicht notwendigerweise gleich den stöchiometrischen Koeffizienten {\displaystyle \nu _{\mathrm {A} }} und {\displaystyle \nu _{\mathrm {B} }} sind. Da weder die Reaktionsgeschwindigkeit noch die Edukt-Konzentrationen negativ werden können, kann auch die Geschwindigkeitskonstante keine negativen Werte annehmen. Die Einheit von {\displaystyle k} wird dann:
{\displaystyle [k]=\mathrm {\left({\frac {m^{3}}{mol}}\right)^{a+b-1}\cdot {\frac {1}{s}}} }

## Aktivierungsenergie und Temperaturabhängigkeit

### Arrhenius-Gleichung
Chemische Reaktionen, die mit einer Aktivierungsbarriere verbunden sind, werden üblicherweise durch Temperaturerhöhungen beschleunigt, so dass die Geschwindigkeitskonstante {\displaystyle k} mit zunehmender Temperatur größer werden muss. Dann lassen sich die Abhängigkeiten der Geschwindigkeitskonstante {\displaystyle k} von der Aktivierungsenergie {\displaystyle E_{\mathrm {A} }} und der Temperatur {\displaystyle T} häufig durch die Arrhenius-Gleichung beschreiben:
{\displaystyle k=A\cdot e^{-{\frac {E_{\mathrm {A} }}{R\cdot T}}}}
mit
- Frequenzfaktor oder präexponentieller Faktor {\displaystyle A} (als nicht temperaturabhängig angenommen: {\displaystyle A\neq f(T),} was für die meisten Belange eine hinreichend genaue Näherung ist)
- molare Aktivierungsenergie {\displaystyle E_{\mathrm {A} }} in J/mol
- universelle Gaskonstante {\displaystyle R} = 8,314 J/(mol·K)
- absolute Temperatur {\displaystyle T} in K.

### Experimentelle Bestimmung von Aktivierungsenergie und präexponentiellem Faktor
Die logarithmierte Form der Arrhenius-Gleichung ist eine Geradengleichung mit der Steigung {\displaystyle -E_{\mathrm {A} }/R} und dem Achsenabschnitt {\displaystyle \ln A}:
{\displaystyle \ln k=\ln A-{\frac {E_{\mathrm {A} }}{R}}\cdot {\frac {1}{T}}}
Zur experimentellen Bestimmung von {\displaystyle A} und {\displaystyle E_{\mathrm {A} }} wird {\displaystyle k} für mehrere Temperaturen {\displaystyle T} bestimmt. Durch die so erhaltenen Datenpunkte {\displaystyle (\ln k,1/T)} legt man eine Ausgleichsgerade, deren Steigung entsprechend {\displaystyle -E_{\mathrm {A} }/R} und deren Achsenabschnitt entsprechend {\displaystyle \ln A} sind.

### Grenzwert-Verhalten
Aus der Arrhenius-Gleichung geht hervor, dass die Geschwindigkeitskonstante {\displaystyle k} gegen den präexponentiellen Faktor {\displaystyle A} läuft, wenn die Aktivierungsenergie {\displaystyle E_{\mathrm {A} }} gegen null läuft:
{\displaystyle \lim _{E_{\mathrm {A} }\rightarrow 0}k=A}
Ebenso läuft die Geschwindigkeitskonstante {\displaystyle k} gegen den präexponentiellen Faktor {\displaystyle A}, wenn die Temperatur {\displaystyle T} gegen unendlich läuft:
{\displaystyle \lim _{T\rightarrow \infty }k=A}
Entsprechend ist der Wert des präexponentiellen Faktors {\displaystyle A} der maximal mögliche Wert, den die Geschwindigkeitskonstante {\displaystyle k} annehmen kann.
Laufen die Aktivierungsenergie {\displaystyle E_{\mathrm {A} }} gegen unendlich oder die Temperatur {\displaystyle T} gegen null, läuft die Geschwindigkeitskonstante {\displaystyle k} gegen null, und die Reaktion kommt zum Erliegen:
{\displaystyle \lim _{E_{\mathrm {A} }\rightarrow \infty }k=0}
Sowie:
{\displaystyle \lim _{T\rightarrow 0}k=0}

### Beziehung zur Stoßtheorie
Sofern die Reaktionskinetik einer Gasphasenreaktion durch eine Elementarreaktion bestimmt wird, die einen bimolekularen Stoß beinhaltet, und dies durch die Arrhenius-Gleichung phänomenologisch abgebildet wird, kann versucht werden, die Temperaturabhängigkeit des präexponentiellen Faktors {\displaystyle A} mittels der Stoßtheorie abzuschätzen:
{\displaystyle A=\sigma \cdot {\sqrt {\frac {8\cdot {\mathit {k_{\mathrm {B} }}}\cdot T}{\pi \cdot \mu }}}\cdot N_{\mathrm {A} }}
mit
- Stoßquerschnitt {\displaystyle \sigma }
- Boltzmann-Konstante {\displaystyle {\mathit {k_{\mathrm {B} }}}}
- reduzierte Masse {\displaystyle \mu }
- Avogadro-Konstante {\displaystyle N_{\mathrm {A} }.}

{\displaystyle A} entspricht demzufolge dem Produkt aus der Stoßzahl {\displaystyle Z} sowie dem Orientierungsfaktor {\displaystyle P} und damit der maximalen Anzahl von Stößen der Edukte, die potentiell zu einer Reaktion führen können.